# Янг, Аллен
Сэр Аллен Уильям Янг (12 декабря 1827 — 20 ноября 1915) — британский капитан и полярный исследователь. Наиболее известен своими плаваниями в Арктику, в том числе в рамках поисков пропавшей экспедиции сэра Джона Франклина. Кавалер Ордена Бани и Королевского Викторианского ордена.

## Плавания

Карта плаваний Аллена Янга на «Пандоре»

### Начало карьеры и участие в поисках Франклина
Янг стал ходить в море с 1842 года и сделался капитаном к 1853. Он совершил два плавания в Австралию. Во время Крымской войны командовал военным транспортом. Участвовать в поисках экспедиции Франклина, пропавшей в 1845 году, он начал с 1857го, с согласия Леди Франклин. Тогда же Янг пожертвовал на это дело 500 фунтов. Пытаясь установить судьбу Джона Франклина и его товарищей, он совершил несколько продолжительных плаваний в полярных водах.
В 1860 году Аллен Янг был капитаном «Фокса» в составе экспедиции по определению возможности проведения телеграфной линии из Европы в Америку через Фарерские острова, Исландию и Гренландию. Экспедиция сделала вывод о предпочтительности данного маршрута, но проект осуществлен не был.

### Плавания на «Пандоре»
В 1875—1876 последний раз отправлялся на поиски на судне «Пандора» (позже оно будет продано, переименовано в «Жаннетту» и погибнет, участвуя в другой экспедиции). Когда судно вернулось, не сумев преодолеть льды в проливе Пил, Леди Франклин уже скончалась.
Второе плавание «Пандоры» было посвящено доставке припасов для нужд Британской арктической экспедиции. В знак признания заслуг, Янг был посвящен в рыцари.
Третье плавание также планировалось, но не состоялось из-за продажи судна.

### 1880-е годы
В 1884 году Янг установил местонахождение и спас потерпевшую бедствие годом ранее экспедицию Бенджамина Ли Смита, чье судно раздавило льдами, в результате чего оно затонуло.
В 1885 году сэр Аллен Янг был капитаном госпитального корабля «Стелла», поддерживавшего британские военные действия в Судане.
В 1886—1887 годах сэр Аллен Янг предложил и лоббировал себя на роль руководителя Британской антарктической экспедицией, но адекватной финансовой поддержки не последовало.

## Случай на обеде
Сэра Аллена Янга также помнят за обед, который он устроил в Лондоне 24 мая 1877 года, на котором принц Уэльский, впоследствии король Эдуард VII, договорился сесть рядом с его любовницей Лилли Лэнгтри, в то время как её муж незаметно сидел за столом в другом месте.